# 上富良野中継局
上富良野中継局（かみふらのちゅうけいきょく）は、北海道空知郡上富良野町エホロカンベツにある中継局である。

## 地上デジタルテレビジョン放送送信設備

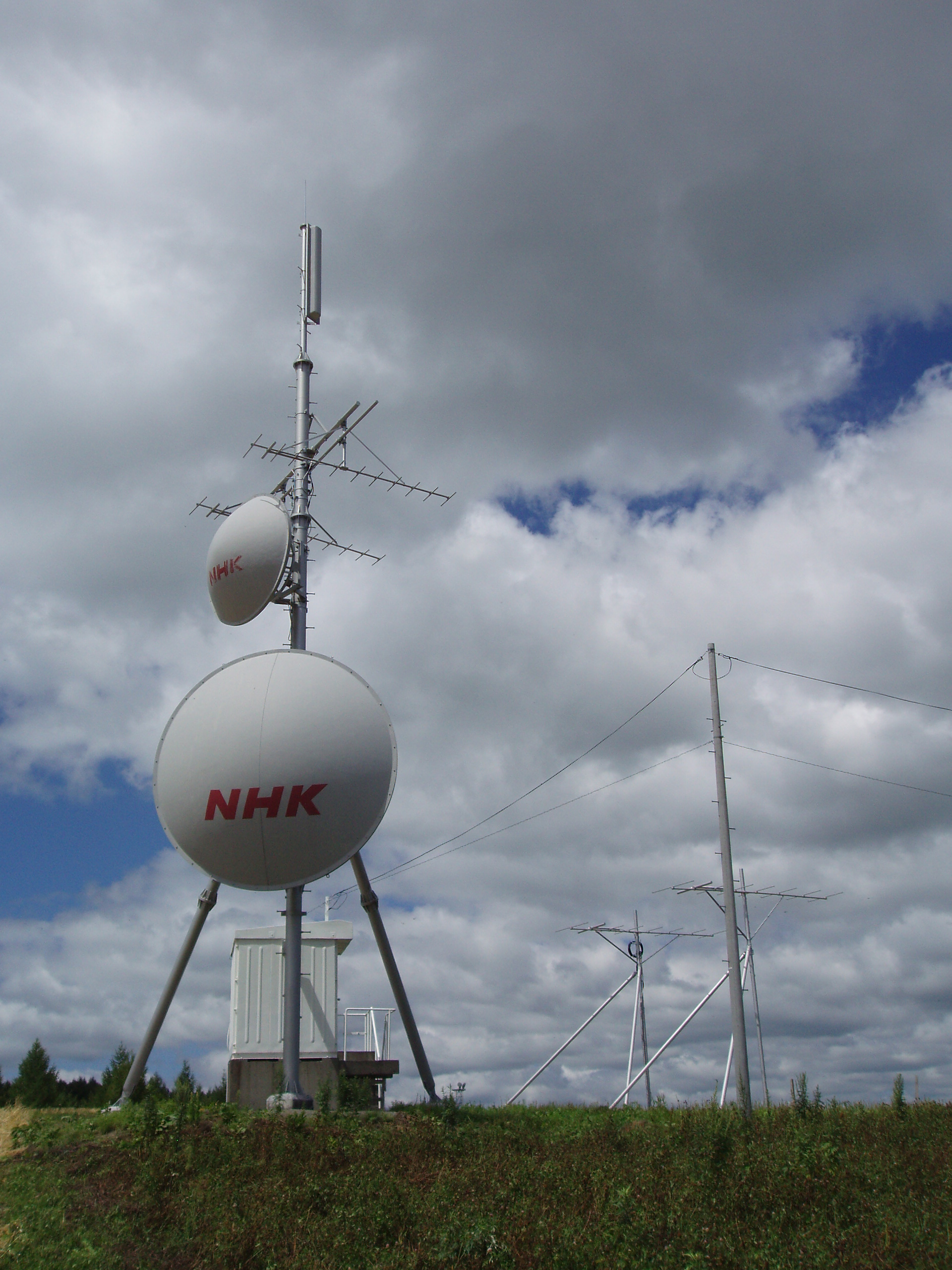
上富良野中継局
（NHK旭川放送局）

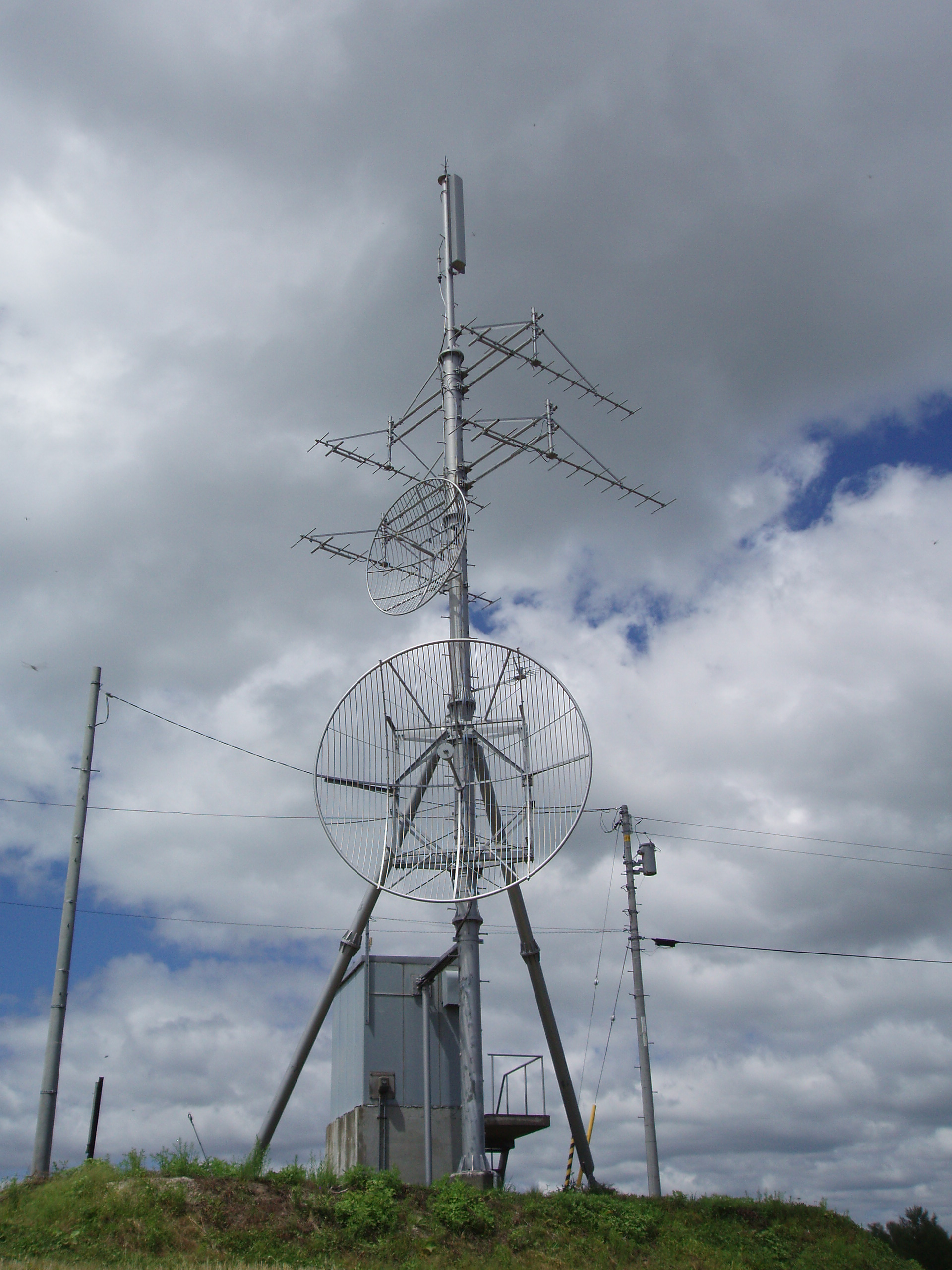
上富良野中継局
（民放）

| リモコン キーID | 放送局名             | 物理 チャンネル | 空中線 電力 | ERP   | 放送対象地域                         | 放送区域 内世帯数 | 偏波面   | 開局日          |
| --------------- | -------------------- | --------------- | ----------- | ----- | ------------------------------------ | ----------------- | -------- | --------------- |
| 1               | HBC 北海道放送       | 29              | 300mW       | 9.1W  | 北海道                               | 約4,100世帯       | 水平偏波 | 2009年 7月6日   |
| 2               | NHK 旭川教育         | 48              | 300mW       | 14W   | 全国                                 | 約4,100世帯       | 水平偏波 | 2008年 11月17日 |
| 3               | NHK 旭川総合         | 31              | 300mW       | 9.3W  | 道北圏 （上川・留萌・ 宗谷・北空知） | 約4,100世帯       | 水平偏波 | 2008年 11月17日 |
| 5               | STV 札幌テレビ放送   | 32              | 300mW       | 8.9W  | 北海道                               | 約4,100世帯       | 水平偏波 | 2009年 7月6日   |
| 6               | HTB 北海道テレビ放送 | 50              | 300mW       | 13.5W | 北海道                               | 約4,100世帯       | 水平偏波 | 2009年 7月6日   |
| 7               | TVh テレビ北海道     | 36              | 300mW       | 10.5W | 北海道                               | 約4,100世帯       | 水平偏波 | 2012年 9月20日  |
| 8               | UHB 北海道文化放送   | 49              | 300mW       | 14W   | 北海道                               | 約4,100世帯       | 水平偏波 | 2009年 7月6日   |

## 地上アナログテレビジョン放送送信設備
| チャンネル | 放送局名             | 空中線 電力       | ERP                          | 放送対象地域                         | 放送区域 内世帯数 | 偏波面          |
| ---------- | -------------------- | ----------------- | ---------------------------- | ------------------------------------ | ----------------- | --------------- |
| 36         | UHB 北海道文化放送   | 映像3W /音声750mW | 映像140W /音声35W            | 北海道                               | 不明              | 水平・ 垂直混在 |
| 38         | HTB 北海道テレビ放送 | 映像3W /音声750mW | 映像140W /音声35W            | 北海道                               | 不明              | 水平・ 垂直混在 |
| 40         | STV 札幌テレビ放送   | 映像3W /音声750mW | 映像140W /音声35W            | 北海道                               | 不明              | 水平・ 垂直混在 |
| 42         | HBC 北海道放送       | 映像3W /音声750mW | 映像140W /音声35W            | 北海道                               | 不明              | 水平・ 垂直混在 |
| 44         | NHK 旭川総合         | 映像3W /音声750mW | 映像125W /音声31W            | 道北圏 （上川・留萌・ 宗谷・北空知） | 不明              | 水平・ 垂直混在 |
| 46         | NHK 旭川教育         | 映像3W /音声750mW | 映像155W /音声38W            | 全国                                 | 不明              | 水平・ 垂直混在 |
| 未割当     | TVh テレビ北海道     | 映像3W /音声750mW | 未開局 （地デジで 開局済み） | 北海道                               | 不明              | 水平・ 垂直混在 |

## 備考
- 地上デジタル放送（地デジ）はNHK旭川放送局が2008年8月15日に予備免許交付、同年11月17日に開局。TVhを除く民放は2009年5月20日に予備免許交付、同年7月6日に開局。TVhは当中継局開局までは旭川送信所を通じ地デジも視聴できていた（市町村別ロードマップでは上富良野町全世帯の約4300世帯のうちアナログは約3500世帯・デジタルは約2200世帯でTVhが受信可能）が、そのTVhについても、2012年7月20日に予備免許が富良野中継局とともに交付され、8月23日に試験放送が開始となり[1]、同年9月20日に本免許が交付され、同日に開局した（TVhのホームページから公表） 。これは2011年補正予算から開局費用115万円を捻出することが決まったためである。但し、今回の事業は当町・中富良野町・富良野市による、当中継局・富良野中継局共同開局事業となっており、開局費用は視聴可能人口による応分負担で行われることになった[2]。当初は10月[3]に和寒中継局・富良野中継局ともに開局を予定していた[4]が、当中継局では当初の開局予定時期から前倒しする形となった。これによって、旭川送信所の開局からアナログ放送時代を通じて21年間（地上デジタル放送開始からは5年間）続いていた上富良野町内における電波格差がようやく解消されることになった。送信チャンネルは当中継局でこれまでUHBのアナログ放送で使用していた36chが割り当てられた。 地上デジタル放送完全移行後の道北地方におけるTVh中継局開局は当中継局が初めてであり、上川管内でのTVh中継局開局はアナログ放送時代を含めると1998年11月の幌加内中継局（開局当時は空知管内）以来約14年ぶりとなる。
- アナログでは垂直偏波と水平偏波が混在していたが、デジタルでは水平偏波に統一されている。
- 上川南部の富良野中継局と富良野麓郷中継局へ中継する重要な中継局になっている。
- 施設はアナログ放送ではNHKが単独、民放は共同使用となっていたが、デジタル放送では新規建設の上、NHK・民放各局（後から開局したTVhを含む）の共同使用で1つの施設にまとめられている。

## 放送エリア
上富良野町の一部。なお、上富良野町の大半の地域では富良野中継局で、西8線以北の地域は旭川送信所でそれぞれカバーしているが、TVhは2012年9月の開局まで、旭川送信所での受信を強いられていた。